# Bremerhaven Seahawks
| Ewige 1.-Bundesliga-Bilanz | Ewige 1.-Bundesliga-Bilanz | Ewige 1.-Bundesliga-Bilanz | Ewige 1.-Bundesliga-Bilanz | Ewige 1.-Bundesliga-Bilanz | Ewige 1.-Bundesliga-Bilanz | Ewige 1.-Bundesliga-Bilanz | Ewige 1.-Bundesliga-Bilanz | Ewige 1.-Bundesliga-Bilanz | Ewige 1.-Bundesliga-Bilanz | Ewige 1.-Bundesliga-Bilanz | Ewige 1.-Bundesliga-Bilanz |
| Jahr                       | Gesamt                     | Gesamt                     | Gesamt                     | Heim                       | Heim                       | Heim                       | Ausw.                      | Ausw.                      | Ausw.                      | TD-Verhältnis              |                            |
| Jahr                       | S                          | N                          | U                          | S                          | N                          | U                          | S                          | N                          | U                          | TD-Verhältnis              |                            |
| -------------------------- | -------------------------- | -------------------------- | -------------------------- | -------------------------- | -------------------------- | -------------------------- | -------------------------- | -------------------------- | -------------------------- | -------------------------- | -------------------------- |
| 1979                       | 4                          | 5                          | 1                          | 2                          | 2                          | 1                          | 2                          | 3                          | 0                          | 112:114                    |                            |
| 1981                       | 9                          | 3                          | 0                          | 5                          | 1                          | 0                          | 4                          | 2                          | 0                          | 407:169                    |                            |
| 1982                       | 8                          | 3                          | 1                          | 3                          | 2                          | 0                          | 5                          | 1                          | 1                          | 344:217                    |                            |
| 1983                       | 2                          | 10                         | 0                          | 1                          | 5                          | 0                          | 1                          | 5                          | 0                          | 137:323                    |                            |
| 1986                       | 0                          | 9                          | 1                          | 0                          | 4                          | 1                          | 0                          | 5                          | 0                          | 69:393                     |                            |
| Gesamt                     | 23                         | 30                         | 3                          | 11                         | 14                         | 2                          | 12                         | 16                         | 1                          | 1069:1216                  |                            |

Die Bremerhaven Seahawks sind ein deutsches American-Football-Team aus Bremerhaven, das nach einem Zwangsabstieg in der Saison 2022 aus der Regionalliga Nord in der Saison 2023 in der fünften deutschen Football-Liga, der Verbandsliga Nord Süd spielt. Ein Seahawk stellt einen Fischadler oder auch Osprey genannten Vogel dar. Das Logo des Teams stellt den Kopf eines Fischadlers vor blauem Hintergrund dar, angelehnt an das erste Logo der Seattle Seahawks aus der NFL.

## Geschichte
Im Dezember 1978 von Soldaten des MFG 3 in Nordholz als Bremerhaven Panthers gegründet, benannte sich der Verein wenig später aufgrund der Namensgleichheit zu den Düsseldorfern in Seahawks um. Die Bremerhaven Seahawks wurden im Februar 1979 gegründet und sind damit, nach den Düsseldorf Panther, der zweitälteste noch existierende Football-Club der Bundesrepublik. Das Gründerduo Tyrone Williams und Ulrich Kramer übernahmen den Vorsitz des Vereins.
Bereits im Gründungsjahr 1979 nahmen die Seahawks am Spielbetrieb in der Liga teil. Die erste Saison wurde mit dem vierten Platz abgeschlossen.

### 1980 – Nordwestdeutsche Football Liga
1980 spielten die Seahawks in der Nordwestdeutschen Football Liga, die nach Verbandsquerelen im AFBD als Konkurrenzliga zur 1. Bundesliga startete. Aufgrund vieler amerikanischer Spieler gelang den Seahawks in der Saison 1980 ein glatter Durchmarsch. Ungeschlagen wurde man Erster, unterlag aber im Endspiel, im Grugastadion in Essen vor 12.000 Zuschauern, den Düsseldorf Panthern mit 6:15. Das Spiel endete mit einer Massenprügelei, da sich einige Spieler der Seahawks von den Organisatoren betrogen fühlten. Da sowohl Bremerhaven als auch Düsseldorf den Titel für sich beanspruchten, wurde dieses Endspiel offiziell nie gewertet.

### 1981–1985
Ab der Saison 1981 starteten die Seahawks wieder in der 1. Bundesliga des AFBD und erreichten 1982 das Viertelfinale um den German Bowl, wo man aber den Hanau Hawks mit 12:51 unterlag. 1983 zog man sich, aufgrund der neuen Ausländerregel, aus der Bundesliga zurück.

### 1986–1992
1986 stiegen die Seahawks wieder in die Bundesliga auf, wo sie allerdings nur eine Saison blieben. 1987 wurden die Seahawks ohne Punktverlust Meister der 2. Bundesliga Nord. Der Wiederaufstieg in die 1. Liga gelang allerdings nicht, man unterlag in der Relegation den Ratingen Raiders.
1987 schloss sich der Footballverein Bremerhaven Seahawks dem OSC Bremerhaven an. Seitdem können alle Spiele im Nordsee-Stadion ausgetragen werden. Bis 1991 konnte man die zweithöchste deutsche Spielklasse halten, 1992  musste man sich dann aber aus dem Spielbetrieb zurückziehen.

### 1993–2017
1993 begangen die Seahawks einen Neuaufbau in der Verbandsliga Nord. 1996 folgte ein Neubeginn in der Aufbauliga, es folgten einige Aufstiege und von 2003 bis 2006 spielte man wieder in der Regionalliga (3. Liga). 2007 trat man in der Verbandsliga (5. Liga) an und schaffte als Meister den Aufstieg in die Oberliga, wo man 2008 den dritten Platz belegte. In der Oberliga hielten sich die Seahawks bis 2017.

### 2018–heute
Seit der Saison 2018 spielen die Bremerhaven Seahawks nach einem Aufstieg wieder in der Regionalliga Nord.
Nachdem man 2022 in die Verbandsliga (5. Liga) strafversetzt wurde, begann 2023 ein Neuaufbau. Viele alte Veteranen und Coaches kamen zurück und schafften es die Liga am Ende mit 8 Siegen und 0 Niederlagen abzuschließen und erreichte als Meister der Verbandsliga  den Aufstieg in die Oberliga.

### Besonderheiten
Die Bremerhaven Seahawks sind, mit der Gründung im Februar 1979, der zweitälteste noch existierende Football-Club der Bundesrepublik. 

### Weitere Teams
Neben der ersten Mannschaft betreiben die Bremerhaven Seahawks mehrere Jugend-Tackle-Teams sowie ein Senior-Flag-Footballteam. 